# Lorenzo Lorenzetti
Lorenzo Renato Lorenzetti (Corgnolo di Porpetto, 1893 – Barcellona, 3 febbraio 1939) è stato un militare italiano, insignito della medaglia d'oro al valor militare alla memoria nel corso della guerra di Spagna.

## Biografia
Nacque a Corgnolo di Porpetto nel 1893, figlio di Giovanni e Angela Toffoletti.
Studente universitario presso la facoltà di ingegneria nel Politecnico di Milano, fu chiamato a prestare servizio militare nel Regio Esercito all'atto della mobilitazione generale nel giugno 1915.  Ammesso a frequentare il corso allievi ufficiale di complemento nella Scuola Militare di Modena, fu nominato sottotenente nell'arma di cavalleria nel settembre 1915, assegnato al Reggimento "Lancieri di Milano" (7º), con il quale partecipò alle operazioni belliche sul fronte italiano. Divenuto tenente nell'ottobre 1916, prese parte alla battaglia del solstizio nel giugno 1918, distinguendosi particolarmente a Monastir, e venne poi aviolanciato nelle retrovie austriache del Friuli invaso, fornendo all'esercito utili informazioni sul nemico. Posto in congedo nel 1919, decorato con una medaglia d'argento al valor militare, due croci di guerra e l'elogio del comandante della 3ª Armata, riprese gli studi e si laureò in ingegneria nel 1922 e nella vita civile fu amministratore per l'Ente agrario del Vipacco (Gorizia), nonché capo di quella Amministrazione comunale. Promosso capitano di complemento nel marzo 1935, venne mobilitato con il grado di centurione nella Milizia Volontaria Sicurezza Nazionale nell'agosto 1937. Lasciata Trieste dove viveva, salpò poi dal porto di La Spezia sbarcando a Cadice il 22 settembre stesso anno ed assunse il comando della 4ª Compagnia del 738º Battaglione dell’8º Reggimento. Successivamente assunto il comando di una batteria del IV Gruppo cannoni anticarro, rimase gravemente ferito il 30 gennaio 1939 a Llinas del Vailes e decedette presso l'ospedale militare di Barcellona il 3 febbraio successivo. Fu successivamente insignito della medaglia d'oro al valor militare alla memoria.